# Xymene huttonii
Xymene huttonii is een slakkensoort uit de familie van de Muricidae. De wetenschappelijke naam van de soort is voor het eerst geldig gepubliceerd in 1900 door Murdoch.